# Lachen macht Spaß
Lachen macht Spaß war eine Unterhaltungsshow des NDR Fernsehens, die ab dem Jahr 2000 in unregelmäßigen Abständen samstags, sonntags und in so genannten Feiertagssonderprogrammen in der Primetime des NDR-Fernsehprogramms ausgestrahlt wurde.
In der Archiv-Kompilationssendung wurden Sketche von lebenden und bereits verstorbenen deutschsprachigen Komikern aus den öffentlich-rechtlichen Rundfunkarchiven gezeigt. Aktuelle Komiker kommentierten die „legendären“ alten Sketche. Die Show wurde von wechselnden Moderatoren und Studiogästen geleitet. Zuletzt wurde auf Studiogäste zugunsten von knappen Moderationen verzichtet. Seit 2008 wurde die Reihe nicht weiter fortgesetzt.
Moderatoren waren:
- Carlo von Tiedemann (2000–2004)
- Julia Westlake (2005)
- Ingolf Lück (2005)
- Beate Kiupel (2007)
- Jochen Busse (2007)

Die Sendung erreichte mit bis zu 830.000 Zuschauern einen Marktanteil von 20,9 % in Norddeutschland. Bundesweit lag die höchste Einschaltquote bei 1,7 Millionen Zuschauern, was einem Marktanteil von 8,2 % entsprach.
Darüber hinaus gab es Sondersendungen, die den Titel Lachen mit … trugen. Im Jahre 2006 widmete sich die gesamte Reihe unter diesem Label in monothematischen Sendungen Otto Waalkes, Hape Kerkeling, Rudi Carrell, Heinz Erhardt und Peter Frankenfeld. Diese Sendungen wurden von Eva Herman und Bettina Tietjen moderiert.